# 克羅斯羅茲 (密蘇里州聖弗朗索瓦縣)
克羅斯羅茲（英語：Cross Roads）是位於美國密蘇里州聖弗朗索瓦縣的非建制地區。

## 歷史
克羅斯羅茲的郵局於1858年設立，其後於1862年停運。

## 地理
克羅斯羅茲所處的海拔為高於海平面307米（即1007英呎），而該地所採用的時區為UTC-6，即北美中部時區（CST）。同時該地設有夏令時間，為UTC-6調快一小時，即UTC-5（CDT）。